# Sedin Heco
Sedin Heco (* 15. Oktober 1997) ist ein bosnischer Leichtathlet, der sich auf den Dreisprung spezialisiert hat, aber auch im Weitsprung an den Start geht.

## Sportliche Laufbahn
Erste internationale Erfahrungen sammelte Sedin Heco im Jahr 2016, als er bei den Balkan-Meisterschaften in Pitești mit einer Weite von 13,93 m den zehnten Platz im Dreisprung belegte. Im Jahr darauf erreichte er bei den Balkan-Hallenmeisterschaften in Belgrad mit 14,17 m Rang elf und bei den Freiluftmeisterschaften in Novi Pazar wurde er mit 15,05 m Sechster. 2018 klassierte er sich bei den Balkan-Hallenmeisterschaften in Istanbul mit 14,25 m auf dem achten Platz und bei den Freiluftmeisterschaften in Stara Sagora gelangte er mit 14,21 m auf Rang zehn, wie auch bei den Balkan-Hallenmeisterschaften 2019 in Istanbul mit 14,24 m. Mitte Juli schied er bei den U23-Europameisterschaften in Gävle mit 15,52 m in der Qualifikationsrunde aus und belegte anschließend bei den Balkan-Meisterschaften in Prawez mit 15,10 m den achten Platz. 2020 gelangte er bei den Balkan-Hallenmeisterschaften in Istanbul mit 15,06 m auf Rang 13 und im Jahr darauf wurde er bei den Balkan-Meisterschaften in Smederevo mit 15,22 m Siebter.
In den Jahren von 2017 bis 2021 wurde Heco bosnischer Meister im Dreisprung sowie 2021 auch im Weitsprung. Zudem wurde er 2018 und 2021 Hallenmeister im Dreisprung.

## Persönliche Bestleistungen
- Weitsprung: 6,95 m (+1,2 m/s), 12. Juni 2021 in Zenica
  - Weitsprung (Halle): 6,43 m, 25. Februar 2018 in Zenica
- Dreisprung: 15,56 m (+1,3 m/s), 11. Mai 2019 in Čitluk
  - Dreisprung (Halle): 15,55 m, 28. Dezember 2019 in Belgrad (bosnischer Rekord)